# The Future's What It Used to Be
The Future's What It Used to Be è il quinto album in studio del gruppo di musica elettronica britannico Apollo 440, pubblicato nel 2012.

## Tracce
1. Stay Frosty – 2:47
2. The Future's What It Used to Be – 4:50
3. Smoke & Mirrors – 4:57
4. Stealth Cantorum – 0:11
5. A Deeper Dub – 5:25
6. Love Is Evil – 5:11
7. Odessa Dubstep – 4:58
8. Motorbootee – 4:15
9. Traumarama – 3:52
10. Fuzzy Logic – 5:40
11. Music Don't Die – 4:44